# Lophiocarpus tenuissimus
Lophiocarpus tenuissimus är en tvåhjärtbladig växtart som beskrevs av Joseph Dalton Hooker. Lophiocarpus tenuissimus ingår i släktet Lophiocarpus och familjen Lophiocarpaceae. Inga underarter finns listade i Catalogue of Life.